# 2017-es angol labdarúgókupa-döntő
A 2017-es angol labdarúgókupa-döntő a 136. döntő a világ legrégebbi labdarúgó-versenyének, az FA-kupának a történetében. A mérkőzést a Wembley Stadionban, Londonban rendezték 2017. május 27-én. A két résztvevő a két londoni rivális, az Arsenal és az Chelsea volt. A mérkőzés győztese jogot szerez a 2017–2018-as Európa-liga sorozatban való indulásra. Mivel mindkét csapat megtette ezt a bajnokságban, a Chelsea bajnokként a 2017–2018-as Bajnokok Ligájába kvalifikált, így a bajnoki 7. Everton is nemzetközi kupa indulási jogot szerzett.
A találkozó a 2002-es kupafinálé visszavágója is volt egyben, valamint 2003 óta az első olyan mérkőzés amikor mindkét fél hazai pályán a bajnoki idényben legyőzte a rivális csapatot. 2016 szeptemberében az Arsenal nyert 3-0 arányban, míg 2017 februárjában a Chelsea bizonyult jobbnak 3-1-re.
Az Egyesült Királyságban a mérkőzés élő közvetítésben látható a BBC-n és a BT Sport televíziós csatornákon, utóbbin csak előfizetéssel rendelkező nézők számára.

## Út a döntőbe

### Arsenal
| Forduló                                                             | Ellenfél              | Eredmény  |
| ------------------------------------------------------------------- | --------------------- | --------- |
| 3. forduló                                                          | Preston North End (V) | 1–2       |
| 4. forduló                                                          | Southampton (V)       | 0–5       |
| 5. forduló                                                          | Sutton United (V)     | 0–2       |
| Negyeddöntő                                                         | Lincoln City (H)      | 5–0       |
| Elődöntő                                                            | Manchester City (S)   | 2–1 (h.u) |
| (H) = Hazai pálya; (V) = Idegenbeli mérkőzés; (S) = Semleges pálya. |                       |           |

Premier League résztvevőként az Arsenal a harmadik körben csatlakozott a kupaküzdelmekhez. Ebben a fordulóban a másodosztályú Preston North End volt az ellenfelük. Az Arsenal 2-1 nyert a Deepdale-en, Aaron Ramsey és Olivier Giroud góljaival. A negyedik körben a szintén a Premier League-ben szereplő Southampton következett. A St. Mary’s Stadionban az Arsenal simán nyert 5-0 arányban a két gólt szerző Danny Welbeck és mesterhármast elérő Theo Walcott vezérletével. Az ötödik fordulóban a National League-ben szereplő Sutton United következett. A londoniak 2-0-s győzelmet arattak Lucas Pérez és Walcott góljaival. A mérkőzéssel kapcsolatban meg kell jegyezni, hogy a Sutton United tartalék kapusa, Wayne Shaw után vizsgálódott az Angol Labdarúgó Szövetség és Szerencsejáték Bizottság, miután a kispadon elfogyasztott egy pitét, és a mérkőzés előtt többek között erre is lehetett fogadást kötni. A negyeddöntőben az Arsenal otthon fogadta a szintén National League szereplő Lincoln Cityt. Az Emirates Stadionban 5-0-s hazai siker született, Walcott, Giroud, Alexis Sánchez, Ramsey és egy öngól által. Az elődöntőben semleges Wembley Stadionban, az Arsenal a Manchester Cityvel találkozott és hosszabbítás után 2–1-re nyert Nacho Monreal és Sánchez góljaival.

### Chelsea
| Forduló                                                                | Ellenfél                    | Eredmény |
| ---------------------------------------------------------------------- | --------------------------- | -------- |
| 3. forduló                                                             | Peterborough United (H)     | 4–1      |
| 4. forduló                                                             | Brentford (H)               | 4–0      |
| 5. forduló                                                             | Wolverhampton Wanderers (V) | 0–2      |
| Negyeddöntő                                                            | Manchester United (H)       | 1–0      |
| Elődöntő                                                               | Tottenham Hotspur (S)       | 4–2      |
| (H) = Hazai pálya; (V) = Idegenbeli mérkőzés; (S) = Semleges helyszín. |                             |          |

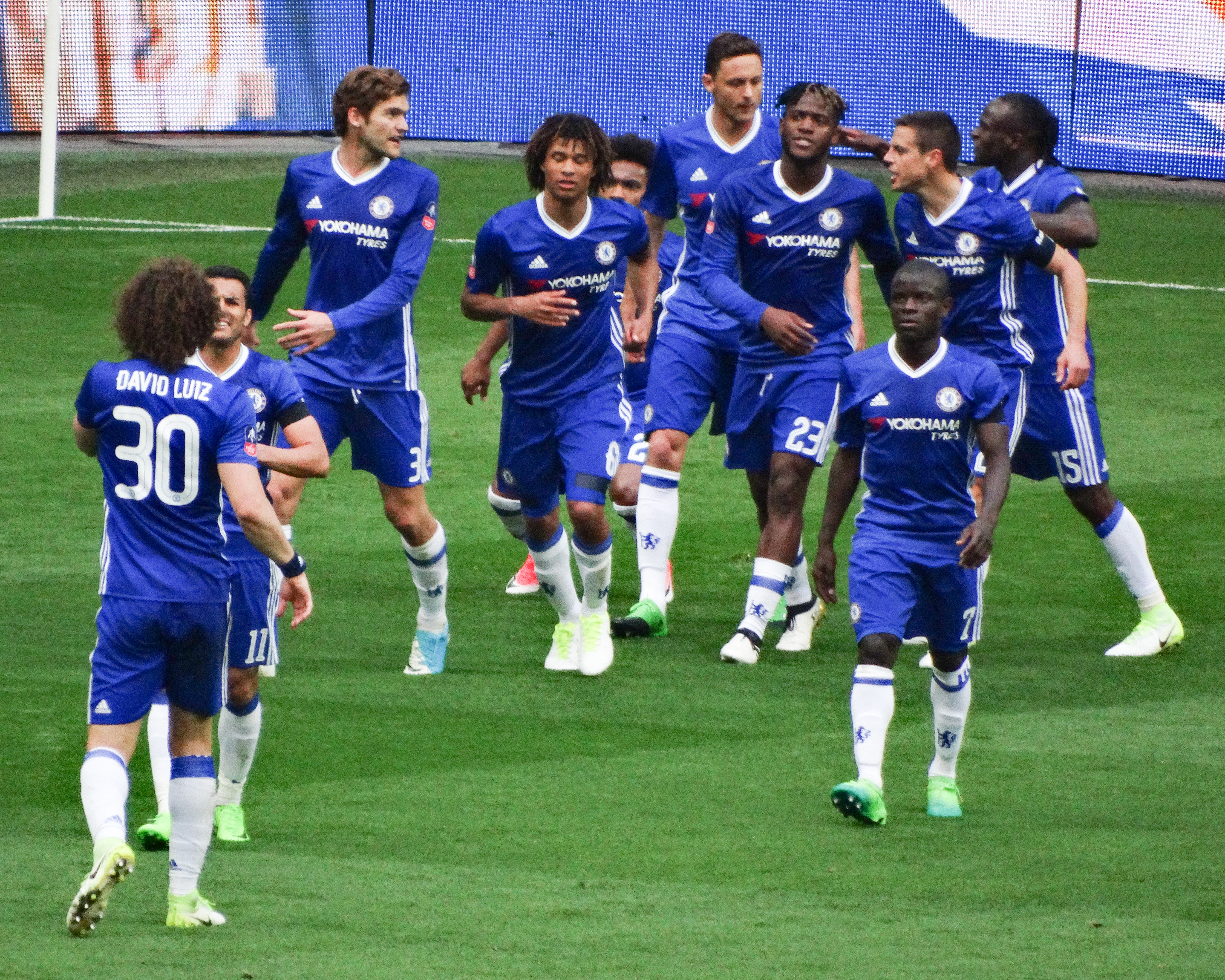
A Chelsea játékosai a Tottenham Hotspur elleni győzelmet ünnepelik.

A Chelsea is a harmadik fordulóban kezdett, a League One-ban szereplő Peterborough United ellen játszottak hazai pályán . A Samford Bridgen 4-1-re győztek a londoni kékek a két gólt szerző Pedro, valamint Michy Batshuayi és Willian révén, annak ellenére, hogy a csapatkapitány John Terryt kiállították. A negyedik fordulóban a másodosztályú Brentford következett, ezúttal is otthon. Újabb 4-0-s győzelem született Pedro, Willian, Branislav Ivanović és Batshuayi találataival.  Az ötödik körben a Wolverhampton Wanderers következett. A Molineux Stadionban 2-0-s Chelsea siker született, a gólokat Pedro és Diego Costa szerezte. A negyeddöntőben sikerült legyőzniük a kupa előző évi győztesét, a Manchester Unitedet. Stamford Bridgen N'Golo Kanté szerezte a találkozó egyetlen gólját. Az elődöntőben a Wembley Stadionban a londoni rivális Tottenham Hotspurrel mérkőztek. A Chelsea jutott a döntőbe, miután 4-2-re győztek a duplázó Willian, valamint Eden Hazard és Nemanja Matić góljaival.

## A mérkőzés
A mérkőzést az Arsenal kezdte támadóbb felfogásban, Alexis Sánchez már a 4. percben megszerezte a vezetést csapatának. Elsőre az asszisztens lest jelzett, de Anthony Taylor játékvezető felülbírálta segítőjét és megadta a gólt. Az Arsenal ezt követően is veszélyesebben játszott, még kétszer veszélyeztettek az első félidőben. A szünet után Victor Moses megkapta második sárga lapját, így a Chelsea emberhátrányba került. Ennek ellenére Diego Costa a 76. percben egyenlített, de három perc múlva Ramsey révén megszerezte a győztes gólt az Arsenal, amely története 13. kupagyőzelmét aratta.

### Összefoglaló
| 2017. május 27. 17:30 CEST |

| Arsenal               | 2–1               | Chelsea   |
| --------------------- | ----------------- | --------- |
| Sánchez 4' Ramsey 79' | (1–0) Jegyzőkönyv | Costa 76' |

| Wembley Stadion, London Nézőszám: 89 472 Játékvezető: Anthony Taylor |

| Arsenal | Chelsea |

| GK            | 13 | David Ospina            |     |       |
| CB            | 16 | Rob Holding             | 53' |       |
| CB            | 4  | Per Mertesacker (c)     |     |       |
| CB            | 18 | Nacho Monreal           |     |       |
| RM            | 24 | Héctor Bellerín         |     |       |
| CM            | 8  | Aaron Ramsey            | 9'  |       |
| CM            | 29 | Granit Xhaka            | 81' |       |
| LM            | 15 | Alex Oxlade-Chamberlain |     | 82'   |
| RW            | 7  | Alexis Sánchez          |     | 90+3' |
| CF            | 23 | Danny Welbeck           |     | 78'   |
| LW            | 11 | Mesut Özil              |     |       |
| Cserék:       |    |                         |     |       |
| GK            | 33 | Petr Čech               |     |       |
| MF            | 34 | Francis Coquelin        | 83' | 82'   |
| MF            | 35 | Mohamed en-Neni         |     | 90+3' |
| FW            | 9  | Lucas Pérez             |     |       |
| FW            | 12 | Olivier Giroud          |     | 78'   |
| FW            | 14 | Theo Walcott            |     |       |
| FW            | 17 | Alex Iwobi              |     |       |
| Menedzser:    |    |                         |     |       |
| Arsène Wenger |    |                         |     |       |

| GK            | 13 | Thibaut Courtois  |          |     |
| CB            | 28 | César Azpilicueta |          |     |
| CB            | 30 | David Luiz        |          |     |
| CB            | 24 | Gary Cahill       |          |     |
| RM            | 15 | Victor Moses      | 57′, 68′ |     |
| CM            | 7  | N'Golo Kanté      | 59'      |     |
| CM            | 21 | Nemanja Matić     |          | 61' |
| LM            | 3  | Marcos Alonso     |          |     |
| RW            | 11 | Pedro             |          | 72' |
| CF            | 19 | Diego Costa       |          | 88' |
| LW            | 10 | Eden Hazard       |          |     |
| Cserék:       |    |                   |          |     |
| GK            | 1  | Asmir Begović     |          |     |
| DF            | 5  | Kurt Zouma        |          |     |
| DF            | 6  | Nathan Aké        |          |     |
| DF            | 26 | John Terry        |          |     |
| MF            | 4  | Cesc Fàbregas     |          | 61' |
| MF            | 22 | Willian           |          | 72' |
| FW            | 23 | Michy Batshuayi   |          | 88' |
| Menedzser:    |    |                   |          |     |
| Antonio Conte |    |                   |          |     |